# Worek kości
Worek kości (ang. Bag of Bones) – powieść Stephena Kinga wydana we wrześniu 1998 roku.

## Fabuła
Michael Noonan jest pisarzem, który – gdy umiera jego żona – traci natchnienie. Postanawia wyjechać do starego domku nad jeziorem – miejsca, gdzie spędził z żoną wiele szczęśliwych dni. Mury tego domku mają jednak coś do ukrycia.

## Polskie wydania
Pierwsze polskie wydanie ukazało się w grudniu 1998 roku nakładem wydawnictwa Prószyński i S-ka; liczyło 552 strony (ISBN 83-7255-647-4). Wydanie zostało wznowione przez to samo wydawnictwo w 2000 roku; wydanie to liczyło 600 stron (ISBN 978-83-7648-373-3). 24 marca 2021 roku książka została wzoniowiona przez Wydawnictwo Albatros. Wydanie to liczyło najwięcej, bo 608 stron (ISBN 978-83-8215-240-1).
Autorem przekładu dwóch pierwszych wydań jest Arkadiusz Nakoniecznik. Najnowsze tłumaczenie wykonane zostało przez Krzysztofa Sokołowskiego.

## Ekranizacja
Powstała telewizyjna adaptacja powieści; dwuczęściowy film wyreżyserowany przez Micka Garrisa. Rolę Mike'a Noonana zagrał Pierce Brosnan.